# Marek Szotkowski
Marek Szotkowski (* 18. Januar 1996) ist ein tschechischer Fußballspieler.

## Karriere

### Verein
Szotkowski begann seine Karriere bei Baník Ostrava. Im Mai 2014 stand er gegen Slavia Prag erstmals im Profikader von Baník. Sein Debüt für die Profis in der 1. česká fotbalová liga gab er schließlich im Oktober 2015, als er am elften Spieltag der Saison 2015/16 gegen den 1. FK Příbram in der 56. Minute für Tomáš Mičola eingewechselt wurde. Bis zur Winterpause kam er zu sechs Erstligaeinsätzen, ehe er an den Zweitligisten Fotbal Třinec verliehen wurde. Für Třinec spielte er bis Saisonende siebenmal in der FNL. Zur Saison 2016/17 wurde er an den Drittligisten FC Hlučín weiterverliehen. In einem halben Jahr in Hlučín spielte er 16 Mal in der MSFL und erzielte dabei zehn Tore. Im Januar 2017 folgte die dritte Leihe, diesmal schloss er sich dem Zweitligisten MFK Vítkovice an. Während der einjährigen Leihe absolvierte der Stürmer 25 Zweitligapartien.
In der Winterpause 2017/18 wurde Szotkowski ein viertes Mal verliehen, nun an den Drittligisten Odra Petřkovice. Von diesem wurde er zur Saison 2018/19 auch fest unter Vertrag genommen. In zwei Jahren bei Odra kam er zu 55 Drittligaeinsätzen, in denen er 23 Mal traf. Im Februar 2020 wechselte er leihweise zum Zweitligisten FK Viktoria Žižkov. Für Viktoria kam er bis zum Ende der Saison 2019/20 zu sechs Zweitligaeinsätzen. Zur Saison 2020/21 wurde er von Viktoria Žižkov fest verpflichtet, allerdings direkt innerhalb der FNL an den SK Líšeň verliehen. Für Líšeň absolvierte er in jener Spielzeit 20 Zweitligapartien, in denen er drei Tore machte.
Zur Saison 2021/22 kehrte Szotkowski nicht mehr nach Žižkov zurück, sondern wechselte zum österreichischen Regionalligisten First Vienna FC. Für die Vienna kam er in der Saison 2021/22 zu 21 Einsätzen in der Regionalliga, in denen er vier Tore erzielte. Zu Saisonende stieg er mit den Wienern in die 2. Liga auf. Nach dem Aufstieg verließ er die Vienna und blieb in der Regionalliga Ost, wo er zum FC Mauerwerk wechselte. Für Mauerwerk spielte er sechsmal in der Regionalliga, ehe er bereits im September 2022 wieder in seine Heimat zu Viktoria Žižkov zurückkehrte. Dort kam er bis zur Winterpause nie zum Einsatz.
Im Februar 2023 wechselte Szotkowski abermals nach Österreich, diesmal zum fünftklassigen ATSV Sattledt.

### Nationalmannschaft
Szotkowski spielte 2014 für die tschechische U-18-Auswahl. 2015 kam er im U-20-Team zum Einsatz.